# Triethylenglycolmonoethylether
Triethylenglycolmonoethylether ist eine chemische Verbindung aus der Gruppe der Glycolether.

## Gewinnung und Darstellung
Triethylenglycolmonoethylether kann durch Reaktion von Ethanol mit Ethenoxid gewonnen werden.

## Eigenschaften
Triethylenglycolmonoethylether ist eine brennbare, schwer entzündbare, hygroskopische, wenig flüchtige, farblose Flüssigkeit mit schwachem Geruch, die mischbar mit Wasser ist. Sie zersetzt sich bei Erhitzung.

## Verwendung
Triethylenglycolmonoethylether wird als Lösungsmittel und Kupplungsreagenz verwendet. Es wird auch in Brems- und Hydraulikflüssigkeiten verwendet.